# 자동차 극장

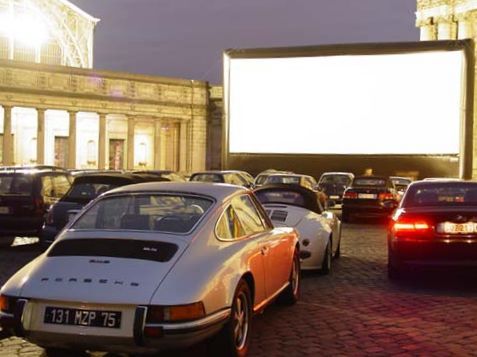
브뤼셀의 자동차 극장

자동차 극장(自動車劇場)은 거대한 주차장에 스크린을 배치하고 차에 탄 채로 영화를 감상할 수 있는 영화 상영 시설이다. 리처드 홀링셰드가 발명했다.
자동차 극장은 대형 야외 영화 스크린, 프로젝션 부스, 매점 및 대형 자동차 주차 공간으로 구성된 영화관 구조의 한 형태이다. 이 밀폐된 공간에서 고객은 차 안에서 프라이버시와 안락함을 느끼며 영화를 감상할 수 있다. 일부 드라이브인에는 어린이를 위한 작은 놀이터와 몇 개의 피크닉 테이블 또는 벤치가 있다.
화면은 페인트 칠한 흰색 벽처럼 단순할 수도 있고 복잡한 마감 처리가 된 강철 트러스 구조일 수도 있다. 처음에 영화의 소리는 화면의 스피커에서 제공되었고 나중에는 각 차량의 창문에 달린 개별 스피커에서 와이어로 작은 기둥에 부착되었다. 이러한 스피커 시스템은 자동차 라디오에 사운드트랙을 마이크로브로드캐스팅하는 보다 실용적인 방법으로 대체되었다. 이것은 또한 카 스테레오 시스템에서 영화 사운드트랙을 스테레오로 들을 수 있는 이점이 있다. 카 스테레오 시스템은 일반적으로 이전 시스템에서 사용되는 기본 소형 모노 스피커보다 품질과 충실도가 훨씬 높다.